# Marquesado del Cadimo
El marquesado del Cadimo es un título nobiliario español creado por el rey Felipe V de España el 9 de octubre de 1713 a favor de Alonso de Gámiz y Cerón.

## Marqueses del Cadimo
- Alonso de Gámiz y Cerón, I marqués del Cadimo, caballero de la Orden de Calatrava desde 1698 y dueño de la villa de Cadimo. Era hijo de Luis de Gámiz Torres y Portugal y nieto paterno de Alonso de Gámiz y Contreras, que como él, también desempeñaron el cargo de veinticuatro de Jaén.[2]

- Bartolomé de Gámiz y Mendoza,[3] II marqués del Cadimo.

Se casó con Fabiana Javiera Mexía Barnuevo (m. Murcia, 10 de julio de 1751). Le sucedió su hijo:
- Alonso de Gámiz y Mexía (1731-1800), III marqués del Cadimo.

Contrajo matrimonio en Madrid el 21 de marzo de 1747 con la sevillana María Manuela de Leaegui y Martínez de las Rivas. Le sucedió su hijo:
- Manuel Alonso de Gámiz y Leaegui (Madrid, 1748-1810),[3] IV marqués de Cadimo.

Se casó en primeras nupcias el 24 de marzo de 1768 con su prima segunda María de la Concepción de Aranda Gámiz Mendoza y Álvarez de Sotomayor. Le sucedió su hija.
- María Manuela de Gámiz y Aranda (Jaén, 24 de marzo de 1775-13 de agosto de 1817), V marquesa del Cadimo, bautizada en la iglesia del Sagrario.

Contrajo matrimonio el 18 de agosto de 1793 con Fernando José Cañavate Muñoz-Dávila que, después de enviudar, volvió a casar en 1818 con Ana de Piédrola Albarracín. María Manuela otorgó testamento el 8 de agosto de 1817 ante José María Ruiz, escribano de Jaén.
- Fernando Cañavate y Gámiz (n. Baza, 1794), VI marqués del Cadimo.

No tuvo sucesión y le sudedió su hermana:
- María de la Concepción Cañavate y Gámiz (n. Jaén, 20 de diciembre de 1801), VII marquesa del Cadimo.

Esposa de Miguel de Almansa y Pérez de Herrasti, V vizconde del Castillo de Almansa. Le sucedió su hijo:
- Fernando de Almansa y Cañavate (m. 9 de junio de 1883), VIII marqués del Cadimo y VI vizconde del Castillo de Almansa.

Contrajo matrimonio en marzo de 1858 con María del Carmen Arroyo Molino. Le sucedió su hijo:
- Fernando de Almansa y Arroyo (m. 1 de febrero de 1917), IX marqués del Cadimo y VII vizconde del Castillo de Almansa.

Se casó en julio de 1888 con María de los Dolores Cuevas y Bringas (m. 17 de septiembre de 1922). El 16 de marzo de 1918 le sucedió su hijo:
- José María de Almansa y Cuevas, X marqués del Cadimo y VIII vizconde del Castillo de Almansa.

Se casó el 1918 con María de la Natividad Valverde Márquez, hija de Rafael Valverde Márquez y de su esposa María de la Asunción Márquez y Márquez. Le sucedió su hijo.
- Fernando de Almansa y Valverde, XI marqués del Cadimo, IX vizconde del Castillo de Almansa y barón de Toga, título rehabilitado en 1966 por fallecimiento de su tío paterno, Fernando de Almansa y Cuevas.[10]

Contrajo matrimonio con María Francisca Moreno-Barreda y Agrela. Le sucedió su hijo:
- Miguel de Almansa y Moreno-Barreda, XII marqués del Cadimo.[11]